# Иван Янъков
Иван Янъков е български пианист и диригент с концертна кариера на 4 континента. Репертоарът му обхваща произведения от епохата на Барока до съвремието.

## Биография
Роден в София, Янъков получава бакалавърска и магистърска степен от Нюйоркския Mannes College of Music. Носител е на наградата Artists International Debut Series, която го представя със самостоятелен солов дебют в рециталната зала на Карнеги Хол. Бил е пълен стипендиант в Accademia Chigiana в Сиена. В България учи пиано с Майер Франк и Трифон Силяновски.
Пианист и диригент, Янъков е имал изпълнения в над 30 държави в Европа, Австралия, Азия и Северна Америка. Като рециталист, камерен музикант и солист на оркестър той е свирил в редица зали, включително Карнеги Хол в Ню Йорк, Cadogan Hall в Лондон, Сидни Таун Хол (Sydney Town Hall), Концертна зала на Метрополитън Театър в Токио, Sapporo Concert Hall, Okinawa Congress Center, City Hall в Хонконг, Национална концертна зала в Тайпей, Шанхайски център за ориенталско изкуство и други. Чест гост е на български и международни музикални фестивали.
В Лондон основава камерен оркестър London Chamber Players, съставен от млади професионалисти. Иван Янъков прави диригентския си дебют с Чешкия национален симфоничен оркестър.
Артистът е участвал в телевизионни и радиопредавания в Азия, Северна Америка и Европа. Сред тях са интервюта и концерти в ефир за телевизионното предаване The Works (RTHK в Хонконг), и радиостанцията RTHK Radio 4. Други излъчвания на живо са от Музея на изкуствата на Лос Анджелис, както и многобройни интервюта, концерти и предавания по почти всички български медии (БНР, БНТ,  Би Ти Ви,  TV1. и много други)
Понастоящем често е канен да изнася майсторски класове в големи университети, включително в Консерваторията на Бирмингам и Хонконгския баптистки университет. Янъков често е член на жури в международни конкурси за пиано в Азия и Европа. Член а на журито на Международния конкурс на Ернест Блох в Кралския музикален колеж в Лондон. Председател е на журито на първия международен конкурс за руска клавирна музика в Санремо, Италия през септември 2019 г.. В България, Янъков е бил солист на „Софийска филхармония“, „Софийски солисти“, Оркестъра на Класик ФМ и други. На 23 май 2020 година, пианистът изнася виртуален концерт в празната зала „България“, по време на извънредното положение около CoVid-19. Организиран от Софийска филхармония, концертът е гледан онлайн от над 10.000 зрители.
Един от проектите на Янъков са The Four Pianists (Четиримата пианисти) – ансамбъл от двама класически и двама джаз пианисти. Те са изнесли четири концерта в зала № 1 на НДК, пред публика от 4000 души. През 2016 г. Янъков, Четиримата пианисти и London Chamber Players изнасят гала концерт в лондонската Cadogan Hall, заедно с Теодосий Спасов.
През 2018 г. артистът прави своя австралийски дебют с рецитал в Сидни.

## Записи
- Лудвиг ван Бетховен: Патетична соната, Лунна соната, Апасионата (албум)[28][29]
- Произведения на Ференц Лист (албум)[30][31]
- Шопен: Етюд оп. 10 № 3, „Tristesse“ (сингъл)[32][33]
- Николай Капустин: Етюд оп. 40 № 8, Finale (сингъл)[34][35]
- Добринка Табакова: Ноктюрно (сингъл)[36]
- Сергей Рахманинов: Прелюд в сол минор, оп. 23, № 23 (сингъл)[37][38]
- Добринка Табакова: Ноктюрно - Запис 2023 (сингъл)[39][40]

Записано на EVIDENCE CLASSICS
- Франк, Хайдн, Рахманинов[41][42]